# Distrito de Gajapati
Gajapati (en oriya: ଗଜପତି ଜିଲା) es un distrito de la India en el estado de Orissa. Código ISO: IN.OR.GP.
Comprende una superficie de 3056 km².
El centro administrativo es la ciudad de Paralakhemundi.

## Demografía
Según censo 2011 contaba con una población total de 575880 habitantes, de los cuales 293 839 eran mujeres y 282 041 varones.